# Deutsche Mozart-Gesellschaft

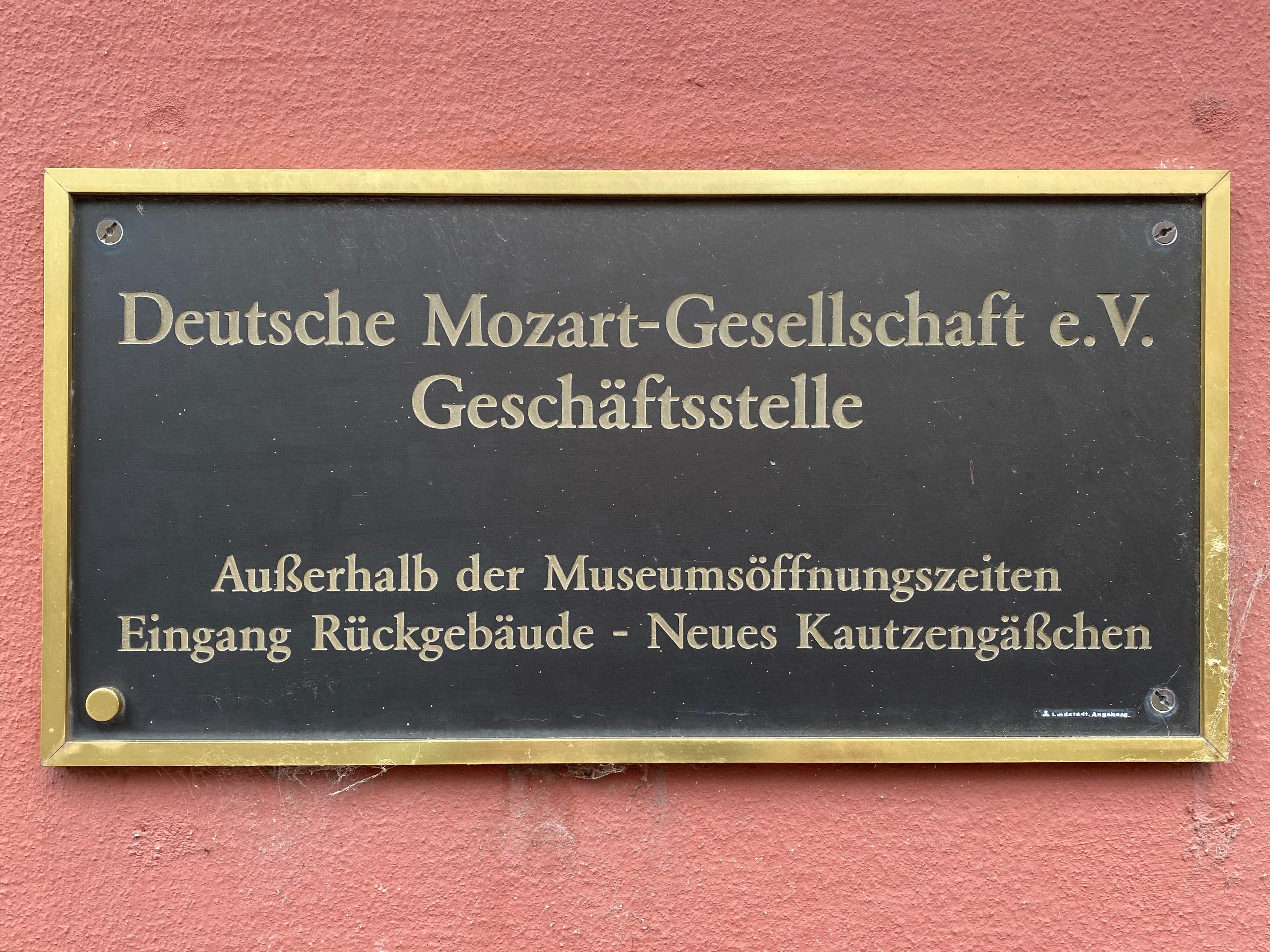
Die Geschäftsstelle der DMG in Augsburg

Die Deutsche Mozart-Gesellschaft (DMG) ist ein 1951 von Erich Valentin in Augsburg, der Geburtsstadt von Leopold Mozart, gegründeter Verein zur Pflege des Werkes von Wolfgang Amadeus Mozart. Ihr gehören 13 regionale Mozartvereinigungen in Deutschland an.
Die DMG hat zur Aufgabe, das Erbe des Werkes Mozarts sowohl praktisch wie wissenschaftlich zu fördern, insbesondere das Mozarthaus Augsburg.
Sie richtet unter anderem das Mozartfest der Mozartstadt Augsburg aus und ist Träger der Neuen Mozart-Ausgabe.

## Angeschlossene Mozartvereine
- Mozartgemeinde Augsburg (1937–2011), 2011 mit der Deutschen Mozart-Gesellschaft fusioniert
- Mozartgemeinde Bayreuth
- Mozart-Gesellschaft Hamburg
- Mozart-Gesellschaft Hildesheim
- Mozart-Gesellschaft Kurpfalz
- Mozart-Gesellschaft München
- Mozartgesellschaft Schwetzingen
- Mozart-Gesellschaft Stuttgart
- Mozartgesellschaft Zweibrücken-Pirmasens
- Mozartverein Nürnberg
- Mozart-Verein zu Dresden
- Sächsische Mozartgesellschaft
- Südwestdeutsche Mozart-Gesellschaft

## Weitere deutschsprachige Mozartvereine
- Mozart-Gesellschaft Dortmund
- Mozartgemeinde Wien
- Mozart-Gesellschaft Zürich
- Mozart Verein von New York